# Giro del Belgio 1984
Il Giro del Belgio 1984, sessantaseiesima edizione della corsa e valida come evento UCI categoria CB.1, si svolse dal 14 al 19 agosto 1984, per un percorso totale di 900,2 km suddiviso in 5 tappe. Fu vinto dal belga Eddy Planckaert che concluse il giro con il tempo totale di 22 ore, 22 minuti e 5 secondi, alla media di 40,24 km/h.

## Tappe
| Tappa  | Data      | Percorso                      | km    | Vincitore di tappa     | Leader cl. generale |
| ------ | --------- | ----------------------------- | ----- | ---------------------- | ------------------- |
| Prol.  | 14 agosto | Harelbeke (Cron. individuale) | 5,8   | Jean-Luc Vandenbroucke |                     |
| 1ª     | 15 agosto | Harelbeke > Ronse             | 137   | Teun van Vliet         |                     |
| 2ª     | 16 agosto | Ronse > Rochefort             | 197   | Eddy Planckaert        |                     |
| 3ª-1ª  | 17 agosto | Rochefort > Hasselt           | 196   | Jan Bogaert            |                     |
| 3ª-2ª  | 17 agosto | Hasselt (Cron. individuale)   | 18,5  | Jean-Luc Vandenbroucke |                     |
| 4ª     | 18 agosto | Hasselt > Sankt Vith          | 163,6 | Eddy Planckaert        |                     |
| 5ª     | 19 agosto | Sankt Vith > Eupen            | 182,3 | Eddy Planckaert        | Eddy Planckaert     |
| Totale | Totale    | Totale                        | 900,2 |                        |                     |

## Dettagli delle tappe

### Prologo
- 14 agosto: Harelbeke – Cronometro individuale – 5,8 km

Risultati
| Pos. | Corridore              | Squadra      | Tempo |
| ---- | ---------------------- | ------------ | ----- |
| 1    | Jean-Luc Vandenbroucke | La Redoute   | 7'24" |
| 2    | Gerrie Knetemann       | Europ Decor  | a 7"  |
| 3    | Ludo Peeters           | Kwantum Hal. | a 8"  |

### 1ª tappa
- 15 agosto: Harelbeke > Ronse – 137 km

Risultati
| Pos. | Corridore       | Squadra   | Tempo    |
| ---- | --------------- | --------- | -------- |
| 1    | Teun van Vliet  | Dries     | 3h20'35" |
| 2    | Ronny Van Holen | Safir     | a 47"    |
| 3    | Eddy Planckaert | Panasonic | a 52"    |

### 2ª tappa
- 16 agosto: Ronse > Rochefort – 197 km

Risultati
| Pos. | Corridore         | Squadra      | Tempo    |
| ---- | ----------------- | ------------ | -------- |
| 1    | Eddy Planckaert   | Panasonic    | 4h39'59" |
| 2    | Benny Van Brabant | Tönissteiner | s.t.     |
| 3    | Ronny Van Holen   | Safir        | s.t.     |

### 3ª tappa-1ª semitappa
- 17 agosto: Rochefort > Hasselt – 196 km

Risultati
| Pos. | Corridore         | Squadra      | Tempo    |
| ---- | ----------------- | ------------ | -------- |
| 1    | Jan Bogaert       | Dries        | 4h56'12" |
| 2    | Eddy Planckaert   | Panasonic    | s.t.     |
| 3    | Benny Van Brabant | Tönissteiner | s.t.     |

### 3ª tappa-2ª semitappa
- 17 agosto: Hasselt – Cronometro individuale – 18,5 km

Risultati
| Pos. | Corridore              | Squadra     | Tempo  |
| ---- | ---------------------- | ----------- | ------ |
| 1    | Jean-Luc Vandenbroucke | La Redoute  | 23'44" |
| 2    | Gerrie Knetemann       | Europ Decor | a 15"  |
| 3    | Ferdi Van Den Haute    | La Redoute  | a 17"  |

### 4ª tappa
- 18 agosto: Hasselt > Sankt Vith – 163,6 km

Risultati
| Pos. | Corridore         | Squadra      | Tempo    |
| ---- | ----------------- | ------------ | -------- |
| 1    | Eddy Planckaert   | Panasonic    | 4h20'11" |
| 2    | Benny Van Brabant | Tönissteiner | s.t.     |
| 3    | Henri Manders     | Kwantum Hal. | s.t.     |

### 5ª tappa
- 19 agosto: Sankt Vith > Eupen – 182,3 km

Risultati
| Pos. | Corridore         | Squadra      | Tempo    |
| ---- | ----------------- | ------------ | -------- |
| 1    | Eddy Planckaert   | Panasonic    | 4h34'09" |
| 2    | Benny Van Brabant | Tönissteiner | s.t.     |
| 3    | Marc Sergeant     | Europ Decor  | s.t.     |

## Classifiche finali

### Classifica generale
| Pos. | Corridore           | Squadra      | Tempo     |
| ---- | ------------------- | ------------ | --------- |
| 1    | Eddy Planckaert     | Panasonic    | 22h22'05" |
| 2    | Marc Sergeant       | Europ Decor  | a 15"     |
| 3    | Ronny Van Holen     | Safir        | a 51"     |
| 4    | Teun van Vliet      | Dries        | a 1'04"   |
| 5    | J.-L. Vandenbroucke | La Redoute   | a 1'07"   |
| 6    | Ludwig Wijnants     | Tönissteiner | a 1'23"   |
| 7    | Gerrie Knetemann    | Europ Decor  | s.t.      |
| 8    | Gery Verlinden      | Splendor     | a 1'29"   |
| 9    | Étienne De Wilde    | La Redoute   | a 1'31"   |
| 10   | Jean-Marie Wampers  | Splendor     | a 1'33"   |

### Classifica a punti
| Pos. | Corridore       | Squadra   | Tempo |
| ---- | --------------- | --------- | ----- |
| 1    | Eddy Planckaert | Panasonic | ?     |